# Günther Johannes Altenburg
Johannes Günther Oskar Felix Altenburg (* 21. März 1940 in Berlin; † 2. Juli 2017 in Hamburg) war ein deutscher Diplomat. Während seiner Dienstzeit legte er seinen Arbeitsfokus auf multilaterale Sicherheitspolitik.

## Leben
Günther Altenburg legte sein erstes juristisches Staatsexamen an der Universität Bonn ab, wo er auch promoviert wurde. Er studierte ebenfalls Französisch an der Universität Lausanne, Schweiz sowie öffentliche Verwaltung an der französischen Grande École École Nationale d’Administration (ENA) in Straßburg, Frankreich.
Nach seinem Eintritt in den Auswärtigen Dienst wurde er 1972 Leiter der Wirtschaftsabteilung der Deutschen Botschaft in La Paz, Bolivien. Es folgten Verwendungen in der Presseabteilung des Auswärtigen Amts (1976–1980), als ständiger Vertreter des Botschafters in Beirut (1980–1983), als stellvertretender Leiter des Referats für Abrüstung und Rüstungskontrolle (1983–1984) sowie in der Abteilung für die Konferenz über Sicherheit und Zusammenarbeit in Europa (KSZE), 1984–1988.
Anschließend war er als stellvertretender Leiter der Delegation der Bundesrepublik Deutschland bei der KSZE in Wien und Helsinki tätig (1988–1992). Nachdem er von 1992 bis 1997 ein Referat in der VN Abteilung des Auswärtigen Amts geleitet hatte, folgte 1997 eine Tätigkeit beim Bundesnachrichtendienst in München. Bis 1998 war er hier als Leiter der Abteilung für Analysen und Auswertungen nachrichtendienstlicher Informationen verantwortlich. Im Anschluss war er als Ministerialdirektor der Leiter der Abteilung für Vereinte Nationen und Globale Fragen im Auswärtigen Amt in Berlin (1998–2001).

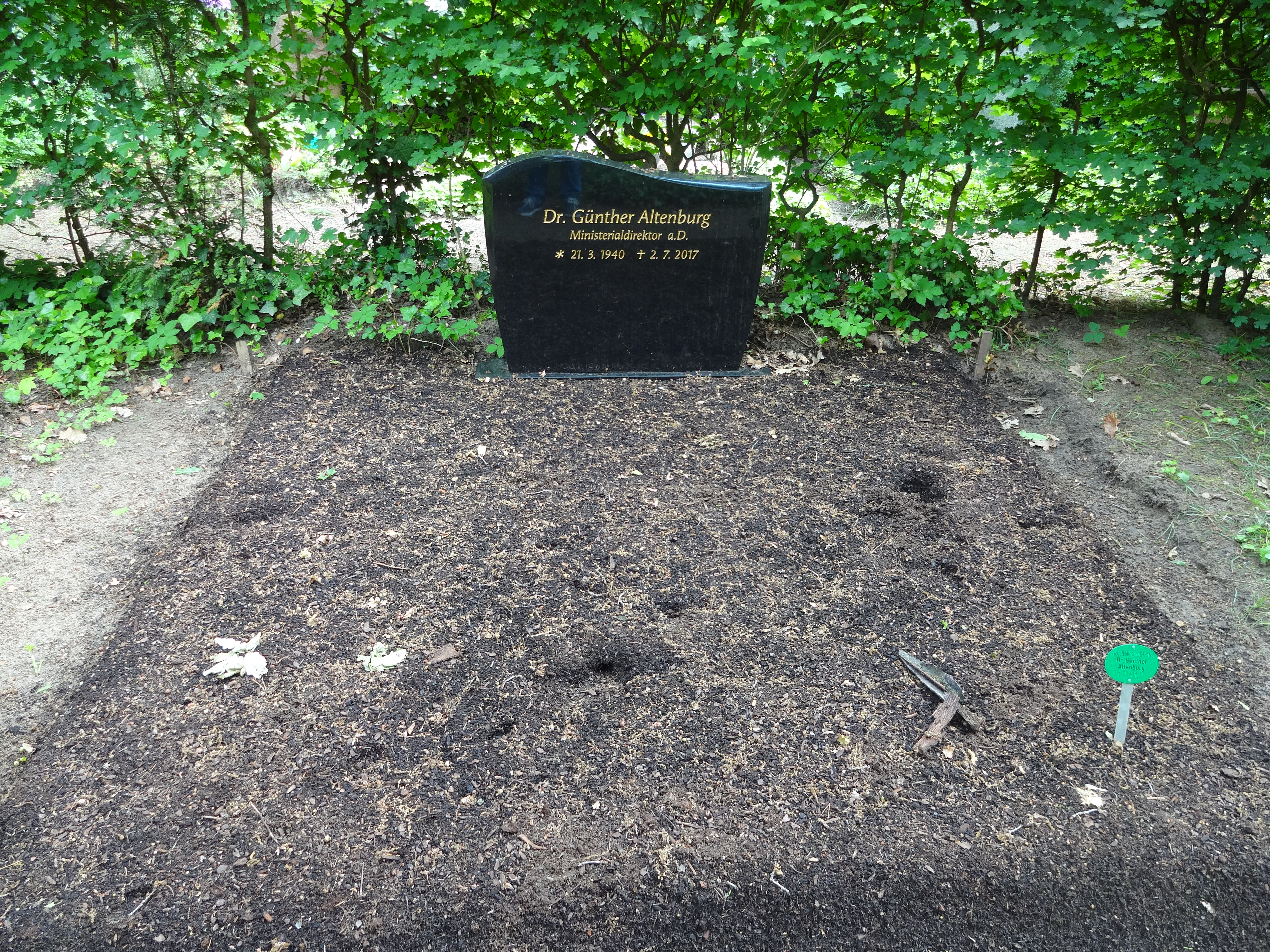
Grab von Günther Altenburg auf dem Friedhof Heerstraße in Berlin-Westend

Von 2001 bis 2005 war er beigeordneter NATO-Generalsekretär für Politische Angelegenheiten in Brüssel, Belgien. In dieser Funktion war er als Verhandlungsführer maßgeblich an der Gründung des NATO-Russland-Rats beteiligt.
Er war verheiratet und hatte vier Kinder.
Günther Altenburg starb nach langer Krankheit Anfang Juli 2017 im Alter von 77 Jahren in Hamburg. Trauerfeier und Beisetzung fanden am 11. Juli 2017 auf dem landeseigenen Friedhof Heerstraße in Berlin-Westend statt. Grablage: II-W-13-161/162.